# Adrian John Pieters
Adrian John Pieters ( * 1866 - 1940 ) fue un botánico, y micólogo estadounidense.

## Algunas publicaciones

### Libros
- 1900. The farmer's interest in good seed. Volumen 111 de Farmers' bulletin. Ed. Government Printing Office. 23 pp.
- 1901. The plants of western Lake Erie: with observations on their distribution. Nº 479 de Documentos de U.S. Commission of Fish & Fisheries. 23 pp.
- 1901. Red clover seed: Information for purchasers. Nº 123 de USDA. Farmer's bulletin. 11 pp.
- 1915. The relation between vegetative vigor and reproduction in some S̲a̲p̲r̲o̲l̲e̲g̲n̲i̲a̲c̲e̲a̲e̲ ... Ed. Press of the New era printing Co. 48 pp.
- 1927. Green manuring: principles and practice. Wiley agricultural series. Ed. J. Wiley & sons. xiv + 356 pp.
- 1934. The little book of Lespedeza. 94 pp.
- 1936. A digest of pasture research literature in the continental United States and Canada, 1885 to 1935. 130 pp.
- 1936. A digest of some world pasture research literature (exclusive of the continental United States and Canada.) Ed. USDA. 421 pp.
- 2004. Methods of soil fertilization. Ed. Reprint Publication. 356 pp.

- La abreviatura «Pieters» se emplea para indicar a Adrian John Pieters como autoridad en la descripción y clasificación científica de los vegetales.[1]

- «Adrian John Pieters». Índice Internacional de Nombres de las Plantas (IPNI). Real Jardín Botánico de Kew, Herbario de la Universidad de Harvard y Herbario nacional Australiano (eds.).
- Wikispecies tiene un artículo sobre Adrian John Pieters.

- Datos: Q5658282
- Multimedia: Adrian John Pieters / Q5658282

1. ↑  Todos los géneros y especies descritos por este autor en IPNI.